# ایوانیس کولتیس
ایوانیس کولتیس (انگلیسی: Ioannis Kolettis؛ ۱۷۷۳ – ۱۷ سپتامبر ۱۸۴۷) یک سیاست‌مدار و دیپلمات اهل یونان بود.